# Qemal Karaosmani
Qemal bej Karaosmani (ur. 17 lipca 1875 w Elbasanie, zm. 5 sierpnia 1949 w Kavajë) – albański działacz narodowy, jeden z sygnatariuszy Albańskiej Deklaracji Niepodległości , minister rolnictwa Albanii w latach 1913-1914, bohater narodowy Albanii.

## Życiorys
Urodził się i dorastał w Elbasanie. Dzięki pomocy finansowej ojca, wyjechał do Konstantynopola w celu kontynuowania nauki; poznał tam albańskiego działacza narodowego Murata Toptaniego. Ukończył studia z zakresu politologii, ekonomii i służby cywilnej, następnie pracował jako urzędnik w Janinie, po krótkim czasie przeniósł się do Beratu. Współpracował z Azizem Vrionim i Iliasem Vrionim na rzecz świadomości narodowej Albańczyków i albańskiej edukacji.
W 1908 roku uczestniczył w pierwszym kongresie manastirskim, następnie udał się do Skopje, gdzie poznał działaczy patriotycznych jak Fehim Zavalani, Gjergj Qiriazi i Bedri Pejani, z którymi współpracował. Karaosmani swoją działalność patriotyczną kontynuował w Beracie w latach 1909-1910; wraz z Dudem Karbunarą, Sulo Resulim i Aleksandrem Xhuvanim podejmował działania na rzecz upowszechnienia języka albańskiego. Był związany również z albańskimi stowarzyszeniami działającymi w Bukareszcie i na terenie Egiptu oraz otrzymywał od nich albańskojęzyczne książki oraz czasopisma, które Karaosmani rozprowadzał w dystryktach Berat, Skrapar i Lushnja.
28 lipca 1912 roku był jednym z czterech reprezentantów Elbasanu na kongresie we Wlorze, podczas którego podpisano Albańską Deklarację Niepodległości; sam Karaosmani był jednym z jej sygnatariuszy.
Od listopada 1913 do 22 stycznia 1914 roku pełnił funkcję ministra rolnictwa. W wyniku wyborów parlamentarnych z lat 1921 i 1923 zasiadał w Radzie Narodowej Albanii. Nie udało mu się uzyskać reelekcji w wyborach z maja 1925 roku, jednak w grudniu tegoż roku powrócił do parlamentu z powodu zrzeczenia się mandatu przez innego parlamentarzystę.
Podczas włoskiej okupacji Albanii przeniósł się wraz ze swoją rodziną z Beratu do Kavajë, gdzie mieszkał do końca życia. Po II wojnie światowej władze komunistyczne przejęły rodzinny dom Karaosmaniego w Elbasanie, przez co dwukrotnie próbował popełnić samobójstwo. Zmarł śmiercią naturalną dnia 5 sierpnia 1949 roku i został pochowany na cmentarzu w Kavajë, który nie zachował się do dzisiaj; został wyburzony z powodu budowy linii kolejowej w tym miejscu.
W domu jego syna Masariego znajdowała się biblioteka oraz archiwum dokumentów urzędowych należących do ojca. Z relacji dzieci i wnucząt Qemala Karaosmaniego, w 1962 roku władze komunistyczne skonfiskowały całe archiwum oraz pióro, którym podpisywano Albańską Deklarację Niepodległości; aktualnie znajduje się ono w Narodowym Muzeum Historyczne w Tiranie.
Napisał wspomnienia dotyczące 1912 roku, które zostały wydane pośmiertnie.

## Tytuły
Został pośmiertnie uhonorowany przez prezydenta Bamira Topiego tytułem bohatera narodowego Albanii oraz został honorowym obywatelem Elbasanu.

## Życie prywatne
Jego ojcem był Shazivar Karaosmani.
W 1900 roku poślubił Aishe Resuli i miał z nią sześcioro dzieci: Masariego, Hadiję, Qamuraniego, Shehriaję, Behiję i Aliu. Masari studiował agronomię w Paryżu, a po II wojnie światowej pracował w tym zawodzie w Kavajë.
Jego prawnuczka Odeta Nishani była pierwszą damą Republiki Albanii w latach 2012-2017.